# کریشتف براتی
کریشتف براتی (مجاری: Kristóf Baráti؛ زادهٔ ۱۷ مه ۱۹۷۹) یک نوازندهٔ کلاسیک ویولن و موسیقی‌دان اهل مجارستان است.
او تکنوازی موفق و برندهٔ جوایز بسیاری در نوازندگی ویولون، ازجمله برندهٔ «رقابت‌های ویولن‌نوازی پاگانینی» در مسکو در سال ۲۰۱۰ میلادی است.
او نواختن ویولن را از سنین خردسالی و نزد «ویلموش تاتروئی» فرا گرفت و از ۸ سالگی، با برخی از ارکسترهای مشهور کشور ونزوئلا، برنامه اجرا کرد. او بعدها در «آکادمی موسیقی فرانتس لیست» ادامه تحصیل داد و سپس به پاریس رفت تا نزد «ادوارد وولفسون» (از شاگردان یهودی منوهین، ناتان میلشتین و هنریک شرینگ) آموزه‌های خود را زمینهٔ نوازندگی ویلن، تکمیل کند.